# Lijst van burgemeesters van Woerden
Dit is een lijst van burgemeesters van de Nederlandse gemeente Woerden in de provincie Utrecht.
| Ambtsperiode | Naam burgemeester           | Partij of stroming | Bijzonderheden |
| ------------ | --------------------------- | ------------------ | --- |
| 1812-1823    | Willem van Oudheusden       |                    | |
| 1824-1826    | mr. Jacobus Bredius         |                    | tevens notaris te Woerden, overleden                                                                              |
| 1826-1852    | Isaac de Brauw              |                    | arts, 1852-1869 wethouder                                                                                         |
| 1852-1863    | Cornelis Jan Bredius        |                    | zoon van mr. Jacobus Bredius; tevens dijkgraaf van het Groot-Waterschap van Woerden en statenlid van Zuid-Holland |
| 1863-1865    | Hendrik Raat                |                    | vh. KNIL-officier, benoemd tot burgemeester van Maastricht                                                        |
| 1865-1871    | Johannes Adrianus Muller    |                    | |
| 1871-1873    | Johannes Nolen              |                    | vh. burgemeester van Benthuizen, benoemd tot burgemeester van Poortugaal en Hoogvliet                             |
| 1873-1883    | Hendrik Doijer Jz           |                    | vh. burgemeester van Leimuiden, ontslag wegens gezondheidsredenen                                                 |
| 1883-1912    | Matthijs Willem Schalij     |                    | vh. burgemeester van Capelle a/d IJssel, ontslag wegens leeftijd                                                  |
| 1913-1917    | jhr. Carel Willem Stern     |                    | vh. burgemeester van Den Bommel, benoemd tot burgemeester van Voorburg                                            |
| 1917-1944    | Henri Gijsbert van Kempen   |                    | vh. burgemeester van Wissenkerke                                                                                  |
| 1944-1945    | Piet Callenfels             | NSB                | waarnemend burgemeester van 1 november 1944 tot 8 mei 1945, vh. burgemeester van Vlissingen                       |
| 1945-1945    | Hector Marius van Fenema    |                    | waarnemend burgemeester van 23 juli tot 29 november 1945                                                          |
| 1945-1951    | Henri Gijsbert van Kempen   |                    | vh. burgemeester van Wissenkerke, gepensioneerd                                                                   |
| 1951-1965    | Herman Vos                  |                    | vh. burgemeester van Waarder, Barwoutswaarder en Rietveld, overleden                                              |
| 1966-1975    | Barend ter Haar Romeny      | CHU                | vh. burgemeester van Wolphaartsdijk, benoemd tot burgemeester van Hellendoorn                                     |
| 1975-1989    | Jan Bos                     | CHU / CDA          | vh. burgemeester van Rhoon, gepensioneerd                                                                         |
| 1989-2002    | Herman van Zwieten          | CDA                | vh. burgemeester van Breukelen, VUT                                                                               |
| 2002-2005    | Trix van der Kluit-de Groot | VVD                | vh. burgemeester van Brielle                                                                                      |
| 2005         | Peter Mangelmans            | VVD                | waarnemend, vh. waarnemend burgemeester van Geldrop-Mierlo                                                        |
| 2005-2012    | Hans Schmidt                | VVD                | vh. burgemeester van Eijsden                                                                                      |
| 2012-2013    | Jan Waaijer                 | CDA                | waarnemend, vh. burgemeester van o.a. Zoetermeer                                                                  |
| 2013-2025    | Victor Molkenboer           | PvdA               | vh. burgemeester van Leerdam                                                                                      |
| 2025-heden   | Monique Bonsen-Lemmers      | D66                | vh. burgemeester van Koggenland                                                                                   |